# Bergensiana
Bergensiana is een compositie van Johan Halvorsen. Het is een werk binnen het genre thema en variaties. De compositie is een bewerking van werk van anderen. Halvorsen nam een oud liedje uit de buurt van Bergen. Het zou daarbij gaan om een wijsje met muziek van waarschijnlijk Jean-Baptiste Lully aangevuld met een tekst van Nordahl Brün. Halvorsen schreef daarop zijn zes variaties.
Het werk was onder zijn originele titel Rococco-variationer te horen in het toneelstuk Jan Herwitz van Hans Wiers-Jensse op 7 februari 1921, Halvorsen leidde daarbij zijn orkest van het Nationaltheatret. Het werk is echter opgedragen aan het Kopenhaags orkest, waarmee hij het werk uitvoerde op 13 november van datzelfde jaar.